# Ивань (Орловская область)
Ива́нь — деревня в Залегощенском районе Орловской области России. Входит в состав муниципального образования Грачёвское сельское поселение.

## Название
Образовано от славянского имени Иван с прибавлением к нему древнего суффикса принадлежности и сохранило это название до наших дней.

## География
Располагается на реке Паниковец в 12 км севернее Залегощи.

## История
В годы войны была оккупирована немецкими фашистами. 14 июля 1943 года Ивань была освобождена 17-м Гвардейским танковым корпусом и 308-й стрелковой дивизией Красной армии.

## Население
| 1915 | 2010 |
| ---- | ---- |
| 305  | ↘0   |